# Călin Cristea
Călin Virgil Cristea (Alba Iulia, 6 maggio 1988) è un calciatore rumeno, centrocampista del CIL Blaj.

## Carriera
Ha giocato nella massima serie dei campionati rumeno e libanese.